# Distretto di Ayo
Il distretto di Ayo è uno dei quattordici distretti della provincia di Castilla, in Perù. Si trova nella regione di Arequipa e si estende su una superficie di 327,97 chilometri quadrati.

Istituito il 3 aprile 1928, ha per capitale la città di Ayo; al censimento 2005 contava 392 abitanti.